# 暂停交易
暂停交易又稱停牌，是指在证券交易所内交易的某隻证券以及股票停止交易一段時間。有些股票每天會暂停几次，通常持续時間為一小时。暂停交易可能在一天中的任何时间都有可能发生。上市公司应在其发布任何重大消息前的10分钟致电证券交易所，以便证券交易所在重大消息发布前暂停股票交易。
因此当一家上市公司要发布有关自身的重大消息时，通常会暫停交易和停牌，目的是让投资者有时间分析消息并评估其影响。另一种可能发生停牌的情况是交易所正在評估是否要讓股票退市，因為該股票可能不符合交易所的上市标準。